# خاتم لوي
في الرياضيات ، حلقة لوي أو الحلقة شبه الأرتينية هي حلقة تحتوي فيها كل وحدة غير صفرية أو ما يعادله إذا تم تحديد طول لوي لكل وحدة. تم تسمية المفاهيم على اسم ألفريد لوي .

## طول لوي
تم تقديم سلسلة طول لوي و Loewy بواسطة Emil Artin, Cecil J. Nesbitt, and Robert M. Thrall (1944)
إذا كانت M عبارة عن وحدة نمطية ، فعندئذٍ حدد سلسلة Loewy M α للترتيب الترتيبي α بواسطة M 0 = 0، M α + 1 / M α = هضبة M / M α ، M α = ∪ λ <α M λ إذا كانت α عبارة عن حد ترتيبي. يتم تعريف طول Loewy لـ M على أنه أصغر α مع M = M α ، إن وجدت.

## الوحدات شبهارتينية
{\displaystyle _{R}M} هي وحدة شبه جزئية إذا ، للجميع {\displaystyle M\rightarrow N} epimorphism أين {\displaystyle N\neq 0} ، مجتمع {\displaystyle N} ضروري في {\displaystyle N} .
لاحظ أنه إذا كان {\displaystyle _{R}M} ثم هو وحدة ارتينية {\displaystyle _{R}M} هي وحدة شبه جزئية. من الواضح أن القيمة 0 شبه جزئية.
يترك {\displaystyle 0\rightarrow M'\rightarrow M\rightarrow M''\rightarrow 0} كن دقيقا إذن {\displaystyle M'} و {\displaystyle M''} تكون شبه جزائرية إذا وفقط إذا {\displaystyle M} هو شبه جزائري.
يعتبر {\displaystyle \{M_{i}\}_{i\in I}} عائلة {\displaystyle R} -الوحدات ، إذن {\displaystyle \oplus _{i\in I}M_{i}} يكون شبه جزائري إذا وفقط إذا {\displaystyle M_{j}} هو شبه مارتيني للجميع {\displaystyle j\in I} .

## الحلقات شبهارتينية
{\displaystyle R} يسمى اليسار شبه الجزئي إذا {\displaystyle _{R}R} شبه بارتفاع ، {\displaystyle R} يتم تركها شبه جزئية إذا كانت لأي مثالية اليسار {\displaystyle I} و {\displaystyle R/I} يحتوي على وحدة فرعية بسيطة.
لاحظ أن {\displaystyle R} اليسار شبه الجزئي لا يعني {\displaystyle R} ارتيني ترك.